# Печери Бакен
Печери Бакен(англ. Buchan Caves, /ˈbʌkən/) — група печер, що включає Королівську й Казкову печери, розташовані у Бакені, в Австралії. Печерний комплекс утворився під дією підземних вод близько 400 мільйонів років тому.  Печери розташовані на відстані 360 км від Мельбурна.

## Історія
Вперше печери було досліджено у 1887 році. За рішенням урядового комітету та за рекомендацією геолога Альберта Кітсона місцевість навколо печер набула статусу природоохоронної території задля збереження цілісності печерного комплексу. 
У 1907 році Френк Мун дослідив Казкову печеру, яку було відкрит для відвідування вже того ж року. Королівську печеру було досліджено 1910 року Фредеріком Вільсоном, для відвідувачів її відкрили 1913 року. 